# بريت هاكانيم
بريت هكانيم كانت منظمة يهودية متطرفة، عملت في إسرائيل بين عامي 1950م و1953م، في معارضة الاتجاه السائد للعلمنة في البلاد. كان الهدف النهائي للحركة هو فرض الشريعة اليهودية (الهالاخاه) في دولة إسرائيل وإقامة دولة الشريعة. نفذت المجموعة هجمات على المنشآت الدبلوماسية لاتحاد الجمهوريات الاشتراكية السوفياتية وتشيكوسلوفاكيا وأطلقت النار بين الحين والآخر على القوات الأردنية المتمركزة على طول الحدود في القدس. تم القبض على أعضاء المجموعة وهم يحاولون تهجير وزارة التربية والتعليم الإسرائيلية في مايو 1953، وقد وصفوا بأنهم يتصرفون بسبب علمنة المهاجرين اليهود من شمال إفريقيا، والتي اعتبروها `` هجومًا مباشرًا على أسلوب حياة اليهود المتدينين . تهديد وجودي للطائفة الأرثوذكسية المتطرفة في إسرائيل.
كانت تتكون المجموعة من عدة عشرات من الفتيان والفتيات الذين كانوا طلابًا في مدرسة بورات يوسف الدينية في القدس. كان تحت الأرض أكثر من 35 عضوًا في ذروته.
وكان من بين أعضائها الحاخام مردخاي إلياهو ، الذي شغل لاحقًا منصب الحاخام السفارديم الرئيسي لإسرائيل، وشلومو لورينكز الذي شغل لاحقًا منصب رئيس اللجنة المالية للكنيست كعضو في حزب أغودات يسرائيل.

## الأصول

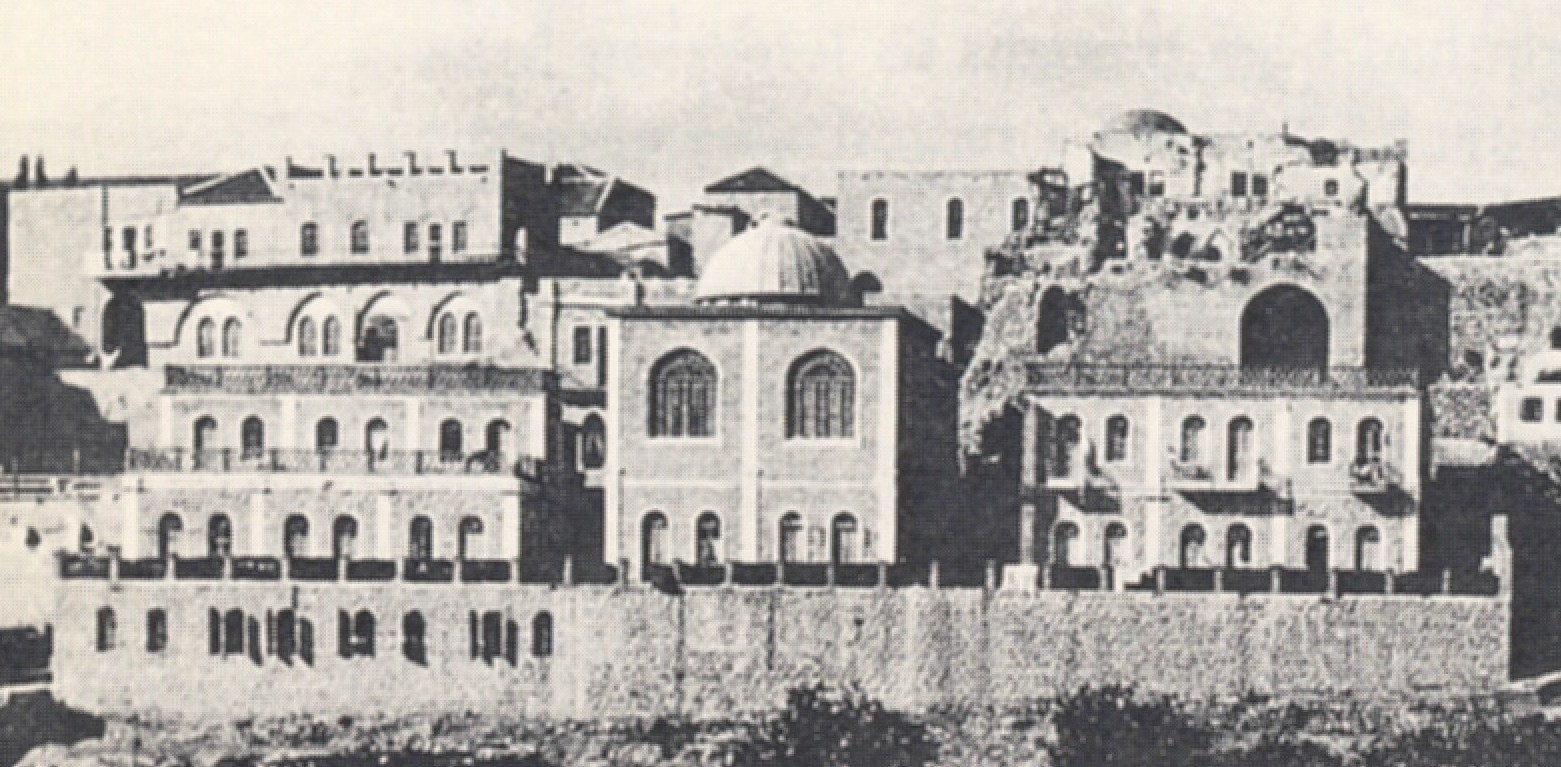
مدرسة بورات يوسف الدينية في القدس القديمة كما كانت قبل عام 1948

في مساء الرابع عشر من أيار (مايو) 1948 ، "تم إعلان سيادة دولة إسرائيل رسميًا خلال احتفال أقيم في متحف تل أبيب - وهو تتويج حقيقي للحركة الصهيونية بعد نصف قرن من مؤتمرها التأسيسي". في غضون ساعات من القراءة العامة لإعلان الاستقلال من قبل رئيس وزراء الحكومة المؤقتة ديفيد بن غوريون ، "تم الاعتراف بالدولة اليهودية الجديدة من قبل الولايات المتحدة والاتحاد السوفيتي ". ولّد هذا الحدث "صدمة حقيقية تعرضت لها المجتمعات الأرثوذكسية". كانت الدولة الجديدة ، التي زعمت أنها علمانية ، قد روجت لمجموعة من المبادئ والأيديولوجيات التي لم تأت من المصادر اليهودية الأصلية لإسرائيل. اعتقد أعضاء الطوائف الأرثوذكسية المتطرفة أنه لا يمكن أن يكون سوى المسيح المنتمي للملك داود . مؤسس الدولة اليهودية ذات السيادة والهيكل الثالث ، وبالتالي فقد اعتبروا الدولة الوليدة تدنيسًا لتقليد يهودي طويل الأمد ". أدى ظهور دولة إسرائيل ، في الواقع ، إلى وصول الدعاة الرئيسيين إلى قمة سلطة الحركة الصهيونية - وبشكل أساسي بن غوريون الذي تم تعيينه في عام 1946 قائداً للحركة الصهيونية.المنظمة الصهيونية العالمية . تشكلت الصهيونية تاريخيًا على أنها " حركة قومية يقودها اليهود والتي تمردت على القيادة الأرثوذكسية وتلاها تحديث للحياة اليهودية بدأ في القرن الثامن عشر ". والتعليم الحديث وممارسة المهن الحديثة والدنيوية خرجت تدريجيًا من مجتمعاتهم المغلقة للاندماج في المجتمعات المحيطة. ساعدت هذه المجتمعات المتحرره والمحدثة في أوروبا في تشكيل أشكال وتعبيرات جديدة للهوية اليهودية . "القطيعة الواضحة بشكل متزايد بين هؤلاء اليهود ومجتمعاتهم التقليدية سمحت بخلق تفسيرات مختلفة للوصايا اليهودية ومصادر جديدة للسلطة ". من ناحية أخرى ، على الرغم من أن الصهيونية اعترفت بالدين اليهودي باعتباره جزءًا أساسيًا يعطي الهوية القومية لإسرائيل ، إلا أنها وجدت نفسها في موقف "لا يضطر إلى تحدي المؤسسات الدينية فقط من خلال تقديم مصيره القومي ، ولكن أيضًا الانفصال والابتعاد عما يرمز إليه التدين ". تطلبت إعادة الإطلاق الوطني قطيعة مع الماضي ومحاولة لاستبدال اليهودية ، وهي ديانة مرتبطة بالماضي البعيد ، بـ "هوية حديثة قائمة على الثقافة والعرق، إحساس تاريخي بالانتماء إلى الشعب اليهودي ونهج استباقي نحو المستقبل ". حول العلاقة بين الأرثوذكسية الدينية والصهيونية واقترانه السياسي ، كلمات تيودور هرتزل ، الذي كتب في كتابه البرنامجي" دولة يهودية " :
هل يجب أن نصبح ثيوقراطية؟ لا. الإيمان يوحدنا ، والمعرفة تمنحنا الحرية. لذلك سنمنع ظهور النزعات الثيوقراطية في المقام الأول بواسطة كهنوتنا. سنبقي كهنتنا داخل حدود معابدهم بنفس الطريقة التي نحافظ بها على جيشنا داخل حدود حواجزهم.
-  تيودور هرتزل دولة يهودية ، ص. 57
أدت هذه الخلافات إلى سلسلة من الاشتباكات بين القادة الدينيين للطوائف الأرثوذكسية ، التي كانت تهدف إلى جعل إسرائيل دولة شريعة ، وبين النخب السياسية التي أرادت أن تقود إسرائيل على طريق العلمنة والتحديث .

## القادة

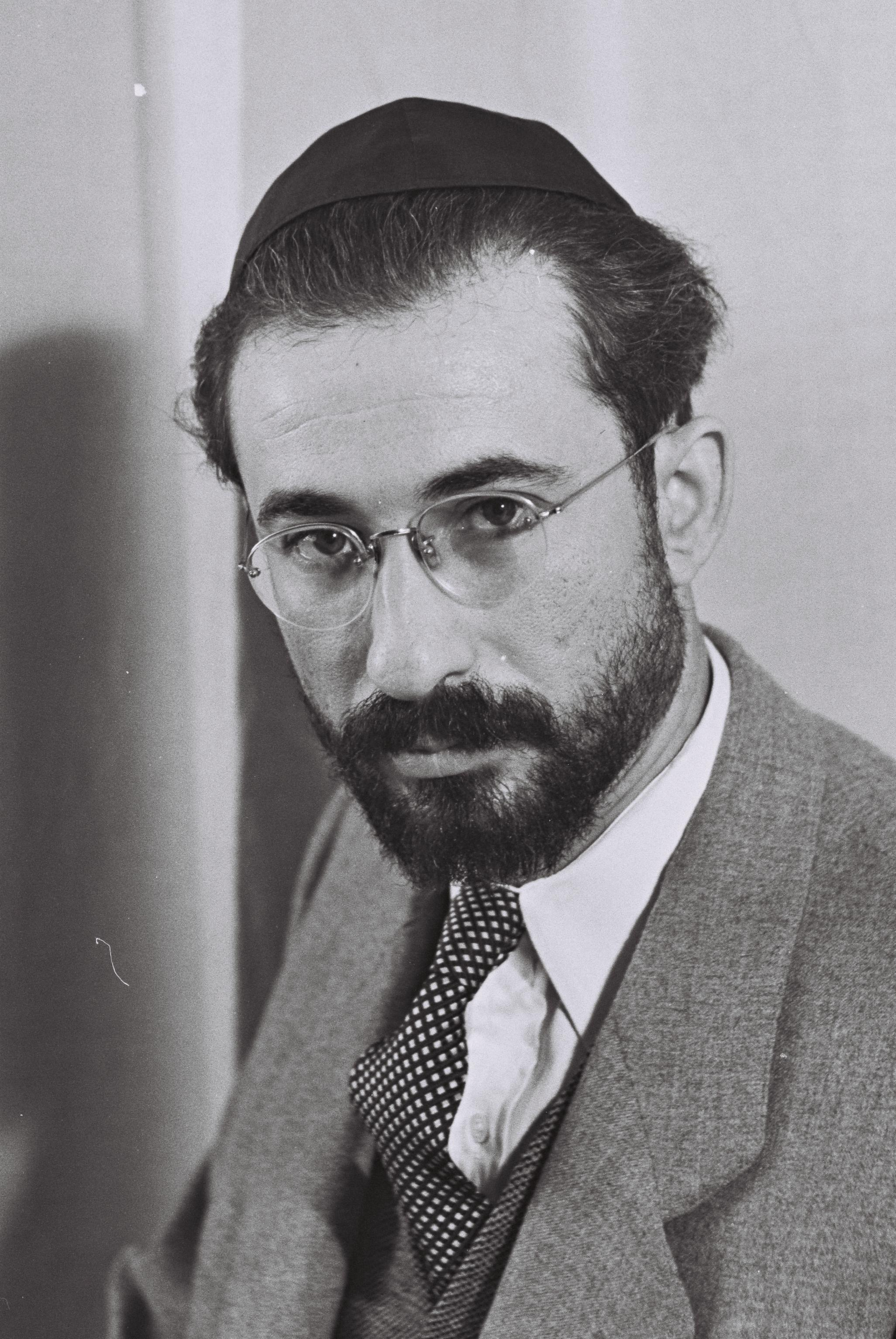
الحاخام شلومو لورينتش، عند انتخابه للكنيست في 30 كانون الأول (ديسمبر) 1951.

أرادت مدرسة بورات يوسف أن تظل غريبة عن دوافع التحديث هذه والانفتاح على الخارج. إن مجتمع علماء النصوص المقدسة لليهودية ، الذين سكنوها ، والتي بموجبها تم إبعاد كل مادة تعتبر "دنيوية" عن مسار الدراسة ، يمكن أن تكون مجرد تشكيل مثالي للشخصيات بين الطلاب في تناقض صريح مع العلمنة التي كانت الحكومة الإسرائيلية عازمة على فرضها. لعب طالبان من مدرسة بورات يوسف ييشيفا على وجه الخصوص دورًا محوريًا في هذا النضال ضد دولة إسرائيل: الحاخام مردخاي إلياهو والحاخام شلومو لورينكز.
ولد الحاخام مردخاي إلياهو في 3 مارس 1929 في الحي اليهودي في القدس. كان ابن الحاخام اليهودي العراقي سلمان الياهو، وهو قبالي من القدس، وزوجته مزال، شقيقة الحاخام يهودا تزادكا، التي شغلت مناصب مختلفة في مدرسة بورات يوسف الدينية. من خلال هذا التعارف ، على الرغم من الصعوبات المالية التي واجهتها عائلته ، تمكن إلياهو من بدء دراسته في مدرسة بورات يوسف الدينية. كان تلميذا ليس فقط للحاخام تزادكا نفسه ، ولكن أيضا للحاخام عزرا عطية .
من ناحية أخرى ، جاء الحاخام شلومو لورنز من بودابست . بين عامي 1933 و1935، درس مع الحاخام يعقوب يشيزكيا غرينوالد في مدرسة بابا اليشيفا في المجر . في نهاية عام 193، ذهب إلى بولندا للدراسة في مير يشيفا . ثم عاد إلى المجر ومن هناك هاجر لورنش إلى فلسطين الانتدابية عام 1939، وشارك في الهجرة غير الشرعية لليهود من المجر. وبمجرد وصوله إلى إسرائيل ، اتصل بمجموعات الشباب في حزب أغودات يسرائيل واستكمل دراسته في مدرسة بورات يوسف الدينية.

### اجتماع التأسيس
تقاطع مصيرهم خلال أسبوع عيد الفصح عام 1950 عندما التقى الاثنان سراً مع ثلاثة طلاب آخرين من مدرسة بورات يوسف الدينية. انتهى هذا الاجتماع في 10 أبريل بتأسيس منظمة سرية جديدة : بريت هكانيم أو " ميثاق المتعصبين " . ثم بدأت المجموعة الأولى في تجنيد طلاب مدرسة دينية أخرى ، كانوا يعرفونهم ويتوقعون أن يوافقوا على الانضمام إلى المجموعة. في ذروتها ، تألفت المجموعة من أكثر من خمسة وثلاثين طالبًا ، مقسمة إلى فرق من ستة أعضاء لكل فريق. هكذا استذكر الحاخام مردخاي إلياهو الدوافع والمناسبات التي نشأت فيها المنظمة:
شعرت أن اليهود يعانون من عقدة النقص التي دفعتهم إلى مزيد من الإحساس بالاستخفاف على الجانب الآخر ... في اليوم الثامن من نيسان (= 10 أبريل) من عام 1950 ، التقينا في مدرسة بورات يوسف الدينية وقررنا أن تشكيل منظمة بهدف إثارة الكبرياء اليهودي. خمسة منا شاركوا.
-  إيهود سبرينزاك ، الأخ ضد الأخ ، ص. 65

## التنظيم والدوافع
وفقًا للافتراضات الأيديولوجية لأعضاء المنظمة ، التي تشكلت من التعليم الديني الذي تم نقله إليهم في المدرسة الدينية ، كانت هناك ثلاثة أسباب رئيسية للاحتكاك والمواجهة مع مبادرات الحكومة الإسرائيلية: نظام التعليم الوطني ، ويوم السبت ، و تجنيد النساء في الجيش الإسرائيلي. بين الطوائف الأرثوذكسية ، سياسة الحكومة الإسرائيلية في الإصرار على أبناء المهاجرين اليهود، معظمهم من المتدينين أو التقليديين ، الذين وصلوا بعد ظهور دولة إسرائيل يجب أن يدرسوا في نظام التعليم الوطني العلماني سرعان ما أصبح غير محبوب. وقد تسبب ذلك في غضب كبير في أوساط الجمهور المتدين والمتشدد.
اعتبر أعضاء بريت هكانيم أن هذا "هو المرحلة الأولى من حرب ثقافية تهدف إلى وضع حد للعالم الأرثوذكسي وبالتالي شعروا بواجب محاربته". الحاخام مردخاي إلياهو نفسه ذكر كيف أن مخاوفه ونيته اللاحقة لتأسيس بريت هكانيم تنبع من قضية التعليم:
عندما كنت في مدرسة بورات يوسف الدينية ، علمت لأول مرة ما كان يحدث فيما يتعلق بالوضع التعليمي للأطفال المهاجرين في مخيمات الوافدين الجدد ... لم أستطع تحمل هذه الكارثة ... لم أستطع تحمل هذه الكارثة .. اعتقدت أنه يمكننا استخدام الحركة السرية لتأسيس أسلوب حياة قائم على التوراة في الأمة ....

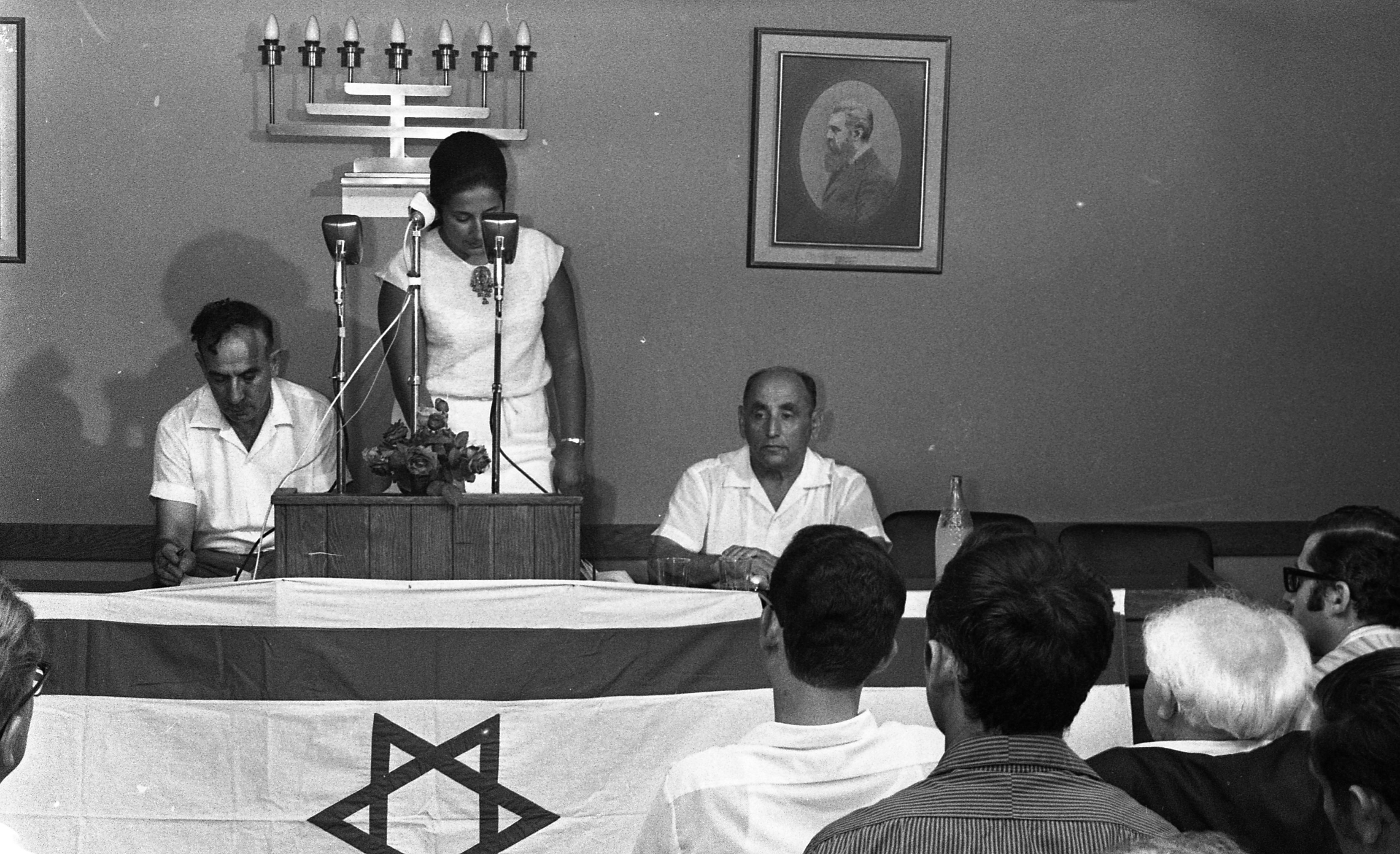
إيسر هرئيل، مسؤول الأجهزة الأمنية، الذي أدى عمله إلى اعتقال أعضاء الحركة السرية

-  إيهود سبرينزاك ، الأخ ضد الأخ ، ص. 65
بالإضافة إلى "الصراع التربوي" ، كان هناك أيضًا موضوع السبت لزيادة التوترات بين العلمانيين والدينيين. بالإضافة إلى الهجمات المتعلقة بجدل السبت والمظاهرات العنيفة الأخرى التي قامت بها الطوائف الأرثوذكسية لوقف جميع الأنشطة العامة في يوم السبت ، كان هناك عدد مماثل من المظاهرات العلمانية المضادة . على سبيل المثال ، "هاجم أشخاص مجهولون ذوو العقلية العلمانية وزير النقل آنذاك ، ديفيد تسفي بينكاس (1895-1952) ، ردًا على قواعد السبت التي وضعها (بسبب نقص النفط ، نصت الحكومة على أنه يومين في الأسبوع لن يكون هناك حركة مرور ، وكان أحد هذه الأيام هو يوم السبت) ".
النقطة الأخيرة قيد النظر هي مسألة تجنيد النساء في الجيش الإسرائيلي النظامي. في الأيام التي سبقت تأسيس دولة إسرائيل ، تم التوصل إلى اتفاق بين بن غوريون والقادة الدينيين العامين يقضي بإعفاء أي فتاة شابة ، تم تأكيد شعائرها الدينية ، من الخدمة العسكرية. ومع ذلك ، بمجرد إنشاء الجيش الإسرائيلي ، عمل القادة السياسيون في البلاد بلا كلل لإلغاء الاتفاقية. في 14 أيار (مايو) 1951 ، أجرى الكنيست نقاشاً حول تعديل الموضوع الحساس الخاص بتجنيد النساء في الجيش الإسرائيلي. وفي مواجهة ذلك قال مردخاي إلياهو:
أدركت أنه يتعين علينا الرد ... أن الحديث لن يساعد ؛ كان علينا القيام بأشياء أكثر صرامة. كان الهدف أن يُعرف في الكنيست بوجود دوائر تعارض القانون.
-  بيدهزور ، عامي ؛ بيرليجر ، آري ، الإرهاب اليهودي في إسرائيل ، ص. 34